# Tipula annulicornis
Tipula annulicornis är en tvåvingeart som beskrevs av Thomas Say 1829. Tipula annulicornis ingår i släktet Tipula och familjen storharkrankar. Inga underarter finns listade i Catalogue of Life.